# Брюс, Чарльз Гранвиль
Чарльз Гранвиль Брюс (англ. Charles Granville Bruce; 7 апреля 1866, Лондон — 12 июля 1939, там же) — британский офицер, альпинист и писатель

, ветеран гималайских географических исследований, руководитель экспедиций на Джомолунгму.
Кадровый военный, за 32 года прошедший путь от рядового до бригадного генерала. Большая часть службы прошла в Британской Индии и Непале. Командовал полком гуркхов. Участник Первой мировой войны (в том числе Дарданелльской операции) и Третьей англо-афганской войны, имел ранения. Награждён Орденом Бани и Королевским Викторианским орденом.
После выхода в отставку получил известность как руководитель второй и третьей британской экспедиции на Джомолунгму. Экспедициям под его руководством не удалось совершить подтверждённое восхождение на высочайшую вершину, но удалось установить продержавшиеся много лет рекорды высоты восхождения.
Также известен как писатель, автор нескольких книг и статей о Гималаях.

## Биография

### Детство и юность
Родился 7 апреля 1866 года в Лондоне. Отец — Генри Остин Брюс (англ. Henry Austin Bruce), 1-й Барон Абердэр, мать — Нора Крейна Бланш Нейпир (англ. Norah Creina Blanche Napier). Был самым младшим из 14 детей Генри Брюса.
Местный фермер и владелец постоялого двора стал первым наставником юного Чарльза, научил его стрелять, охотиться и ориентироваться на местности. Уже тогда мальчик применил эти навыки на практике, преследуя шайку браконьеров.
Учился в школах «Хэрроу» и «Рептон». Занимался бегом и боксом, в 1880-х годах участвовал в международных спортивных состязаниях между Англией и Францией по бегу. После окончания школы твёрдо решил стать военным.

### Военная служба
Начал службу в милиционной армии, откуда скоро (в 1887 г.) был направлен в Лёгкую пехоту Оксфордшира и Бакингемшира (англ. Oxfordshire and Buckinghamshire Light Infantry), затем — в бирманскую военную полицию, где началась его боевая служба.
В 1889 году Брюс был переведён в Пятый стрелковый полк гуркхов (англ. 5 Gorkha Rifles), в котором прослужил большую часть своей военной карьеры. Там он выучил непальский язык. Чарльз Брюс проявлял особый интерес к гуркхам и их жизни, обучал своих солдат бегу по гористой местности и ведению боевых действий в горах. В 1897 году он экипировал войска шортами, после чего эта одежда получила распространение в британской армии.
Будучи ещё лейтенантом, Брюс был направлен в Абботтабад, который тогда был британской горной станцией в Пенджабе. Там он увлёкся борьбой, исследованием окрестностей и альпинизмом. Абботтабад был базой, но служить довелось во многих местах Северо-Западной пограничной провинции:
- 1891 год: Чёрная гора (Хазара) — сейчас округ Кала-Дака в Пакистане.
- Тот же год: долина Миранзай (англ. Miranzai Valley).
- 1893 год: округ Читрал.
- 1894—1895 годы: Вазиристан.
- 1897—1898 годы: Тира[англ.][3].

Получил все шесть планок к своим двум фронтовым медалям, ещё три представления к наградам и внеочередное звание майора в 1898 году.
В 1903 года стал членом (MVO) Королевского Викторианского ордена.
Послужив на должностях адъютанта и заместителя командующего Пятого стрелкового полка гуркхов, в мае 1913 года Чарльз Брюс получает звание подполковника. В мае 1914 года назначается командующим другим гуркхским полком — Шестым стрелковым полком гуркхов (англ. 6th Queen Elizabeth's Own Gurkha Rifles). Вместе с тем полком Брюс прибыл в Египет, чтобы оборонять Суэцкий канал во время Первой мировой войны. За службу там, а потом в Галлиполи, где Брюсу в ходе Дарданельской операции (апрель 1915 г.) пришлось командовать истощёнными батальонами 29-й Индийской бригады, в том числе и Пятым, и Шестым гуркхскими) — его трижды представляли к наградам, а в ноябре 1915 г. опять досрочно повысили в звании — до полковника. Кроме того, в 1915 году Брюс получил награду «Memoralist» «Королевского географического общества».
Брюс получил серьёзное ранение в ногу и был направлен в госпиталь. После выписки из госпиталя получил звание генерала, и с 1916 по 1919 год командовал Независимой пограничной бригадой (англ. Independent Frontier brigade) в Банну. В 1917 г. командовал Полевыми силами Северного Вазиристана (англ. North Waziristan Field Force), а позднее, в 1919 году, служил в Афганистане, участвовал в Третьей англо-афганской войне. В ходе тех войсковых операций Чарльза Брюса представляли к наградам ещё два раза. В 1918 году он стал кавалером (англ. companion, CB) Ордена Бани.
В 1920 году Чарльз Брюс был демобилизован по состоянию здоровья, вышел в отставку в звании бригадного генерала после 32 лет службы.

### Альпинизм
Чарльз Гранвиль Брюс начал заниматься альпинизмом, ещё будучи военнослужащим. Провёл 10 сезонов в Альпах, принял участие в трёх первых гималайских экспедициях. В 1892 году участвовал в экспедиции Мартина Конвея (англ. Martin Conway) в Каракорум к леднику Балторо, к подножиям гор Музтаг-Тауэр, Броуд-Пика и К-2. В следующем году — в географической экспедиции Фрэнсиса Янгхазбенд в Гиндукуше, в ней Низам-ук-Мулк было присвоено название Мехтар.
1895 году Брюс вместе с Альбертом Маммери и Колли (англ. Collie) предпринял попытку восхождения на Нангапарбат, но не успел это сделать, так как его армейский отпуск заканчивался, и нужно было уезжать.
Чарльза Брюса больше восхищали красивые горы высотой до 20000 футов (6000 метров) над уровнем моря, но и высочайшие вершины тоже влекли. О своём желании побывать на Джомолунгме он говорил с 1893 года, и планировал отправиться туда в 1907 году со стороны Тибета вместе с Томом Лонгстаффом (англ. Tom Longstaff) и Муммом. Но британский «Форин-офис» тогда не разрешил такую экспедицию.
Потому в 1906—1907 годах он вместе с Томом Лонгстаффом (англ. Tom Longstaff) и отрядом гуркхов руководил горным походом на Нандадеви через окрестности гор Дунагири и Канченджанга, а также участвовал в восхождении на Трисул. Люди из его экспедиции взошли на вершину Трисула (7100 м н.у.м), и этот рекорд успешного восхождения на вершину оставался непревзойдённым до 1931 г.
В 1908 году Чарльз Брюс посещает Непал и Сикким в поисках подхода к Джомолунгме с южной стороны. Однако британские власти снова отказались давать разрешение.
В 1923—1925 годах Чарльз Брюс был президентом британского «Альпийского клуба». Был членом-основателем «Гималайского клуба» (англ. Himalayan Club) и почётным членом ряда альпинистских клубов в континентальной Европе.

#### Руководство экспедициями

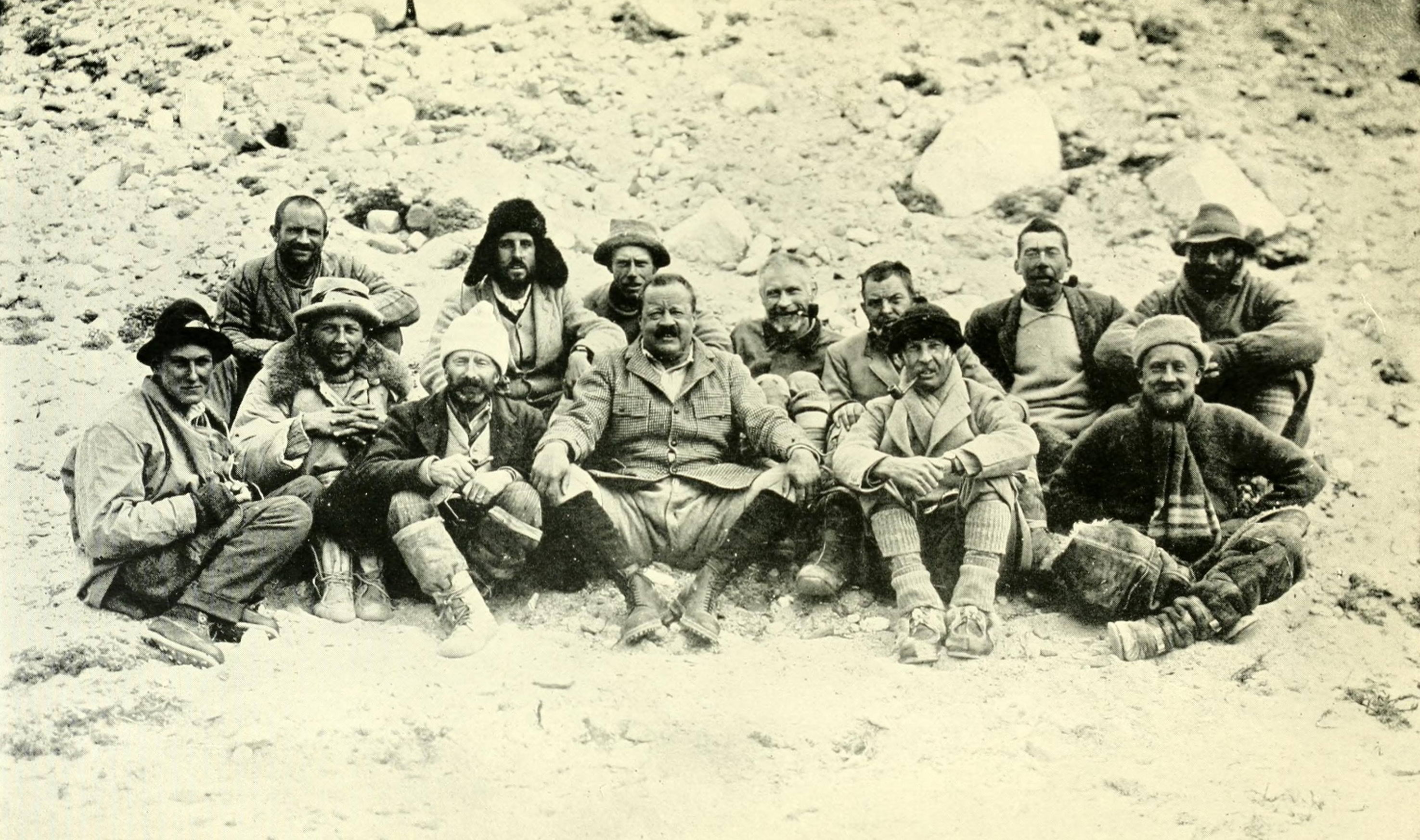
Ч. Г. Брюс с альпинистами на Джомолунгме, 1922 год

Благодаря своему большому опыту, горному вообще и гималайскому в особенности, Чарльз Гранвиль Брюс был назначен руководителем двух британских экспедиций на Джомолунгму: экспедиции 1922 и экспедиции 1924 года. Хорошо владел непальским и тибетским языками, был успешен в общении и договорах с местными жителями. По словам Лонгстаффа Лонгстаффа, сам Чарльз Брюс в то время был уже не в состоянии подниматься на очень большие высоты в горах, но он был «идеальным лидером». В те времена в Гималаях важнее была не альпинистская техника, а умение «чувствовать себя как дома» в таких неприветливых диких высокогорных местах, среди различных групп местных жителей. Брюс верно оценил ценность местных «прирождённых альпинистов», особенно шерпов.
Руководителем экспедиции 1924 года он оставался недолго из-за того, что заболел малярией и был эвакуирован из Тибета; руководство экспедицией принял на себя Эдвард Нортон. На Джомолунгму Чарльз Брюс так и не вернулся, но регулярно приезжал в Индию вплоть до самой смерти в 1939 году.
Целью обеих экспедиций было первовосхождение на вершину Джомолунгмы. Этой цели достоверно достичь не удалось, но обе экспедиции установили мировые рекорды высоты восхождения — Эдвардом Нортоном была достигнута наибольшая высота 8570 метров над уровнем моря, причём без использования кислородных приборов, и этот рекорд удалось побить лишь десятилетия спустя. Не обошлось без потерь: из первой экспедиции семь шерпов-носильщиков погибли под лавиной. Из экспедиции 1924 года двое участников умерли от болезней, и ещё двое — Джордж Мэллори и Эндрю Ирвин — пропали без вести при штурме вершины, оставив неразрешённую до сих пор загадку первовосхождения.

### Личная жизнь
В 1894 году Чарльз Гранвиль Брюс женился на Финетте Мадлен Джулии (англ. Finetta Madeline Julia), третьей дочери полковника Эдварда Фиджеральда Кэмпбелла (англ. Edward Fitzgerald Campbell), второго баронета. Прожили в браке до самой смерти Финетты в 1932 году. У них был только один ребёнок, сын, и тот умер в младенчестве. Супруга Брюса сопровождала его в горных экспедициях, и в 1911 году написала книгу «Кашмир».

### Смерть
Чарльз Брюс умер от сердечного удара 12 июля 1939 года в Лондоне.

## Награды, звания и степени
- Королевский Викторианский орден степени члена (21 июля 1903) — «как ответственному за индийских офицеров охраны, приставленных к Его Величеству Королю»[7].
- Орден Бани степени компаньона (3 июня 1918) — «за ценные услуги, оказанные в связи с военными операциями на индийской границе»[8].

- Мемориальная премия Джилла Королевского географического общества (1915)[9].
- Олимпийский приз за альпинизм в форме золотой медали первой зимней Олимпиады 1924 года (1924)[10].
- Золотая медаль основателей Королевского географического общества (1925)[11]

Чарльз Гранвиль Брюс был обладателем следующих почётных научных званий и степеней:
- Почётный доктор гражданского права (англ. The honorary degree of Doctor of Civil Laws (D.C.L.)) Сент-Эндрюсского университета.
- Почётный доктор наук (англ. The honorary degree of Doctor of Science (D.Sc.)) Уэльского университета
- Почётный доктор права (англ. The honorary degree of Doctor of Laws (LL.D.)) Эдинбургского университета
- Почётный доктор наук (англ. The honorary degree of Doctor of Science (D.Sc.)) Оксфордского университета

## Литературное творчество
Чарльз Брюс — автор четырёх книг, в которых описывается опыт гималайских экспедиций:
1. Двадцать лет в Гималаях / Twenty Years in the Himalaya (1910 г.)
2. Кулу и Лахул / Kulu and Lahoul (1914 г.)
3. Штурм Эвереста-1922 / The Assault on Mount Everest, 1922 (1923 г.)
4. Гималайский странник / Himalayan Wanderer (1934 г.)